# Sakaide
Sakaide (jap. 坂出市, -shi) ist eine Stadt in der japanischen Präfektur Kagawa.

## Geschichte

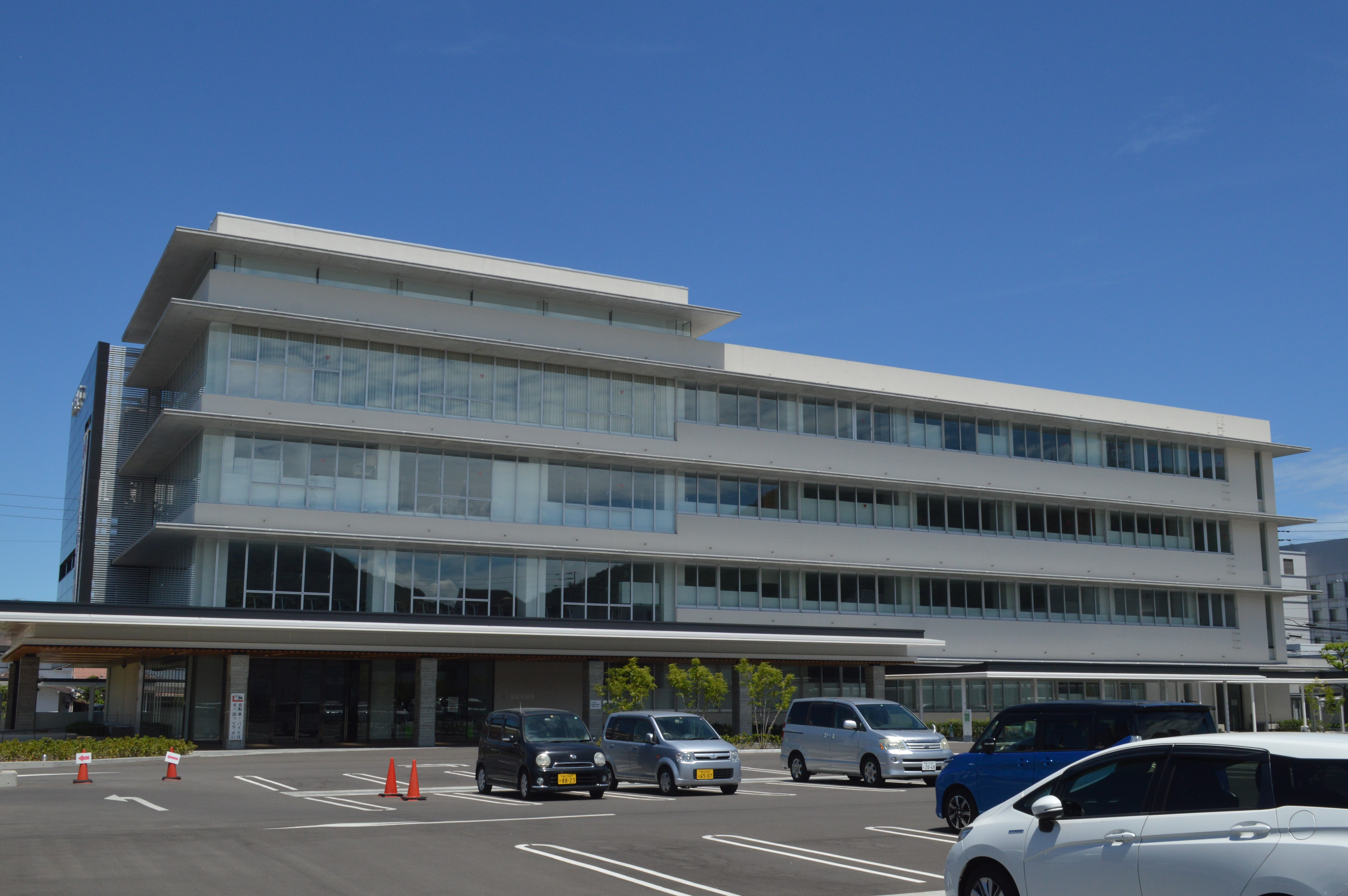
Sakaide City Hall

Auf dem in östlicher Richtung 7 km entfernten Berg Shiramine steht das Grab des Kaisers Sutoku (1119–1164)
Die Stadt wurde am 1. Juli 1942 gegründet.
Seit 1988 führt die Seto-Ōhashi-Brücke als Verbindung von Okayama nach Shikoku über das Gebiet Sakaide.

## Wirtschaft
Seit dem frühen 17. Jahrhundert ist es ein Zentrum zur Salzgewinnung. Ein Teil der Salzfelder wurde inzwischen in Industrieland umgewandelt. Neben der Salzgewinnung ist heute auch die Herstellung von Chemikalien, Ölprodukten und Maschinen von Bedeutung.

## Verkehr
- Zug:
  - JR Yosan-Linie
  - JR Seto-Ohashi-Linie
- Straße:
  - Takamatsu-Autobahn
  - Seto-Chūō-Autobahn
  - Nationalstraße 11: nach Tokushima und Matsuyama
  - Nationalstraße 30: nach Okayama und Takamatsu
  - Nationalstraße 438
- mittelgroßer Hafen

## Städtepartnerschaften
- Sausalito, USA

## Angrenzende Städte und Gemeinden
- Takamatsu
- Marugame

## Persönlichkeiten
- Nakagawa Yoichi (1897–1994), Schriftsteller
- Yūki Fuke (* 1991), Fußballspieler
- Yū Hanaguruma (* 2000), Schwimmer